# Virgilio Mazzocchi
Virgilio Mazzocchi (ochrzczony 22 lipca 1597 w Civita Castellana, zm. 3 października 1646 tamże) – włoski kompozytor.

## Życiorys
Brat Domenica. W 1614 roku przyjął niższe święcenia. Przed 1627 rokiem wyjechał do Rzymu, gdzie uczył się u brata. Był kapelmistrzem w kościele Il Gesù, w latach 1628–1629 w bazylice św. Jana na Lateranie, a od 1629 roku w Cappella Giulia w bazylice św. Piotra na Watykanie. Przy Cappella Giulia prowadził z fundacji kardynała Francesco Barberiniego szkołę śpiewu dla chłopców. Współpracował też jako kapelmistrz z Collegio Romano i Oratorio del SS. Crocifisso.

## Twórczość
Tworzył muzykę religijną, a także muzykę do dzieł scenicznych dla kardynała Francesco Barberiniego. Sięgał do librett autorstwa Giulio Rospigliosiego. Jego najważniejszym utworem jest opera Il falcone (1637) na podstawie tekstu Giovanniego Boccaccia, w 1639 roku przerobiona pod tytułem Chi soffre, speri z intermedium autorstwa Marco Marazzoliego. Dzieło to uważane jest za najstarszą operę komiczną. Ponadto był autorem m.in. oratoriów, kantat, psalmów (w tym Psalmi verspertini, 1648).